# Wang (Xin)
Kaiserin Wang (chinesisch 王皇后, Geburtsname unbekannt; † 21 n. Chr.), formell Kaiserin Xiaomu (chinesisch 孝睦皇后), war eine Kaiserin der chinesischen Xin-Dynastie.
Sie war die Tochter des Wang Xian (王咸), Marquis von Yichun, der ein Enkel des Han-Ministers Wang Xin (王訢) war. Als sie ihren Verwandten, den späteren Xin-Kaiser Wang Mang heiratete, war dieser noch gemeiner Bürger.
Frau Wang gebar ihrem Gemahl mindestens fünf Kinder: die Söhne Wang Yu (王宇), Wang Huo (王獲), Wang An (王安) und Wang Lin (王臨), sowie eine Tochter, die später Kaiser Ping von Han heiratete und unter der Xin-Dynastie den Titel Prinzessin Huanghuang erhielt.
Wang Mang legte großen Wert auf den Anschein eines harmonischen Ehelebens. Es sind jedoch aus dem Buch von Han drei Affären mit Dienerinnen bekannt, sowie später mit einer Kammerfrau der Frau Wang namens Yuan Bi (原碧). Zu ihren Lebzeiten musste Frau Wang den Tod zweier ihrer Söhne erleben. Im Jahr 5 v. Chr. zwang Wang Mang den jungen Wang Huo zum Suizid, nachdem dieser einen Diener getötet hatte. Acht Jahre später zwang er auch Wang Yu zum Selbstmord, nachdem dessen Verschwörung gegen den Vater aufgedeckt wurde. Frau Wang soll aus Trauer um ihre Söhne soviel geweint haben, dass sie erblindete.
Als Wang Mang sich im Jahr 9 n. Chr. zum Kaiser ausrief, erhob er Frau Wang zur Kaiserin. Zu dieser Zeit hatten die beiden noch zwei überlebende Söhne: Wang An und Wang Lin. Da Wang Mang den Jüngeren der beiden für fähiger hielt, ernannte er ihn (Wang Lin) zum Kronprinzen. Wang Lin ernannte er zum Herrn von Xinjia und wies ihm den Kaiserpalast als Wohnort an, damit er seiner Mutter, der Kaiserin, aufwarte.
Kaiserin Wang starb im Jahr 21. Noch im selben Jahr kamen auch ihre Söhne zu Tode: Wang Lin beging Suizid, nachdem seine Verschwörung gegen den Vater gescheitert war, und Wang An starb eines natürlichen Todes.
| Personendaten    | Personendaten                          |
| ---------------- | -------------------------------------- |
| NAME             | Wang                                   |
| ALTERNATIVNAMEN  | Xiaomu, Kaiserin                       |
| KURZBESCHREIBUNG | Kaiserin der chinesischen Xin-Dynastie |
| GEBURTSDATUM     | 1. Jahrhundert v. Chr.                 |
| STERBEDATUM      | 21                                     |